# أداوتو إغليسياس
أداوتو إغليسياس فرنانديز (ولد في 28 أكتوبر 1928، وتوفي في 12 سبتمبر 1991) حارس مرمى كرة قدم إسباني. لعب أساسي مع سيلتا فيجو وريال مدريد. بعد هجرته إلى أستراليا فاز بلقب دوري ولاية نيو ساوث ويلز كلاعب ومدرب مع نادي سيدني تايغرز في سيدني.

## سيرة
وُلِد أداوتو إغليسياس باعتباره الأكبر بين ثلاثة إخوة في بلدة ميريس الأستورية الصغيرة في شمال إسبانيا. كان والده عاملًا في مصنع، وكانت والدته تدير محل جزارة. بدأ لعب كرة القدم في مدرسة إخوة لاسال في مسقط رأسه. في البداية كان يلعب في مركز المهاجم. بعد أن كسرت إحدى تسديداته زجاج أحد الرهبان، علق بين قائمي المرمى، وعلق.
عندما كان يبلغ من العمر 13 عامًا، بدأ اللعب على مستوى النادي مع فريق اتحاد مييريس. وبعد خمس سنوات أصبح جزءًا من نادي كودال ديبورتيفو، وهو فريق محلي وصل إلى الدرجة الثالثة في عام 1946.
تم التعرف على موهبته، وبعد عام تم تعيينه من قبل نادي ريال مدريد، وهو فريق محترم فاز في أوائل الثلاثينيات ببطولتين وطنيتين وأضاف منذ ذلك الحين أربعة انتصارات في مسابقة الكأس الوطنية. ومع ذلك، لم يتمكن من جعل مهمة حراسة المرمى من اختصاصه. في السنة الأولى كان احتياطيًا خلف بانيون وفي السنة الثانية خلف ألونسو، وبالتالي شارك في ثماني مباريات فقط في الدوري خلال تلك الفترة.
في عام 1950 تم نقله إلى ريال مدريد كاستيا، الفريق الاحتياطي شبه الرسمي لنادي ريال مدريد، والذي لعب في الدرجة الثانية. لقد استخدموه في 20 مباراة بالدوري.
وعاد إلى ريال مدريد لمدة عامين آخرين ولم يجد استخدامًا له إلا في مباراة واحدة فقط في الدوري الإسباني. في موسم 1952-1953، كان لديه منافس جديد على المركز الثاني، كوزمي، الذي وقف خلف ألونسو ثماني مرات، وكانت مبارياته الوحيدة مع النادي في السنوات الثلاث التي قضاها هناك، بينما فشل أداوتو في الحصول على مكان.
وأشاد موقع رسمي لنادي ريال مدريد بأداوتو لتمركزه وموهبته العامة، لكن وجود اثنين من حراس المرمى العظماء في تاريخ النادي، بانيون وألونسو، كما يقولون، منعه من الحصول على مسيرة أكثر أهمية مع النادي. وذكر الموقع أنه كان يعتبر "أحد أفضل الحراس في تاريخ النادي".
وفي نهاية موسم 1952–53 انتقل إلى نادي سيلتا فيغو، حيث لعب معه لمدة 4 مواسم تالية. مع سيلتا كان حارسهم الأساسي في موسمه الأول هناك. وفي المواسم الثلاثة التالية، شارك في نصف مباريات النادي فقط. وتعتبر القضايا التأديبية سببًا لذلك.
أنهى مسيرته في إسبانيا مع نادي مركز التعليم المهني لا فيلغيرا، وهو نادي صغير في أستورياس، حيث لعب هناك في موسم 1957-1958 من الدرجة الثانية. شارك أداوتو في 29 مباراة من أصل 34 مباراة بالدوري للنادي. وبحلول نهاية الموسم كان النادي في المركز الأخير في جدول الترتيب، وبالتالي انتهت السنوات الخمس الأكثر مجدًا في تاريخ النادي - وأنهى أداوتو مسيرته كلاعب كرة قدم، على الأقل هذا ما كان يعتقده حينها.

### التقاعد في أستراليا
في عام 1961 هاجر أداوتو إلى أستراليا واستقر في سيدني. انتهى به الأمر هناك بالانضمام إلى نادي سيدني تايغرز التابع لدوري ولاية نيو ساوث ويلز، والذي فاز ببطولة الولاية في عامي 1964 و1965؛ ولم تكن البطولة الوطنية موجودة بعد في ذلك الوقت. كان ضمن فريق أبيا الفائز بالدوري في عام 1964. وفي ذلك العام، شارك أيضًا في مباراة واحدة مع المنتخب الأسترالي، عندما خسروا في ملبورن بنتيجة 1-5 أمام نادي إيفرتون الإنجليزي. بعد الإصابة تم استبداله بجون روبرتس الذي أثار الإعجاب وتمكن من الاحتفاظ بوظيفته. أصبح روبرتس حارس مرمى المنتخب الأسترالي في عام 1965 وكانت له مسيرة مهنية في إنجلترا.
في أوائل يناير 1967 عين مدربًا لـ نادي الجمعية الرياضية الإيطالية الأسترالية – لايكهارت، ليحل محل المدرب الأسترالي السابق وقائد الجمعية الرياضية المتعددة الإيطالية–الأسترالية (APIA). أنهى النادي ذلك العام في المركز الأول في دوري ولاية نيو ساوث ويلز، ولكن كما حدث في عام 1966 خسر المباراة النهائية أمام وصيف البطل، في هذه الحالة بنتيجة 5-2 أمام سانت جورج بودابست. في عام 1968، حصل أبيا على المركز الثالث فقط. ولم تكن بداية عام 1969 جيدة أيضًا، وفي 10 مارس تم استبداله بالنمساوي والتر تاماندل الذي قاد الفريق إلى المركز الثاني والفوز بالمباراة النهائية.
بعد وفاته في 12 سبتمبر 1991، أقيمت صلاة جنازته في كنيسة القديس فياكري في ليتشاردت. وقد دفنت رفاته في مقبرة بوتاني.

## روابط خارجية
- أداوتو إغليسياس على BDFutbol
- قاعدة بيانات اللاعبين الأستراليين
- أداوتو إغليسياس، لعب مع سيلتا في 13 أبريل 2008
- أداوتو إغليسياس